# ルソン島の戦い
ルソン島の戦い（ルソンとうのたたかい）は、1945年1月6日から（日本の）終戦までフィリピン・ルソン島で行われた、日本軍（第14方面軍：司令官　山下奉文大将）とアメリカ軍の陸上戦闘のことを言う。首都マニラは3月にアメリカ軍が制圧したが、その後も終戦まで戦闘が続いた。日本軍に機甲師団が配属されていたため、太平洋戦線では珍しく多くの戦車戦が発生した。

## 背景
フィリピン奪回を目指すアメリカ軍を中心とした連合軍は、レイテ沖海戦・レイテ島の戦いに勝利してフィリピン東部の制空権・制海権を握った。また、ミンドロ島の占領によりルソン島に対する航空作戦基地も確保することに成功した。そして、いよいよルソン島への上陸作戦を決行することとなった。その第一の作戦目標は、首都マニラの奪還に置かれた。ルソン島では多数のフィリピン人ゲリラ部隊が協力体制を築いて、上陸を待っていた。
対する日本側現地司令部である第14方面軍の作戦計画では、ルソン島に戦力を集中して平原部での決戦を行う予定であった。
しかし、台湾沖航空戦の過大な戦果判定による大本営の方針転換から、レイテ戦のためルソン島から兵力を抽出したことにより、ルソン島の日本軍戦力は大きく低下してしまった。それに加え、当時第14方面軍の作戦参謀を務めていた堀栄三中佐らの「艦砲射撃を多用する米軍相手に水際での戦闘を挑むよりは、艦砲の砲弾が届かない山岳に誘い出しての持久戦を行うほうが望ましい」との進言から、司令官の山下大将は「持久戦により敵をルソン島に可能な限り引き付ける」方針を決断した。
日本軍は、戦力を「尚武」「振武」「建武」の3集団にわけて防衛態勢に入り、方面軍司令部も1945年1月3日にイポから北部山地のバギオへと移動した。ホセ・ラウレル大統領を首班とし日本の影響下にあったフィリピン共和国政府も、同じく北部へと移動した。
ルソン上陸に呼応してアメリカ海軍の空母機動部隊が南シナ海においてグラティテュード作戦を行うことになった。この結果日本のヒ86船団などに大きな被害が出た。

## 参加兵力

### 日本軍

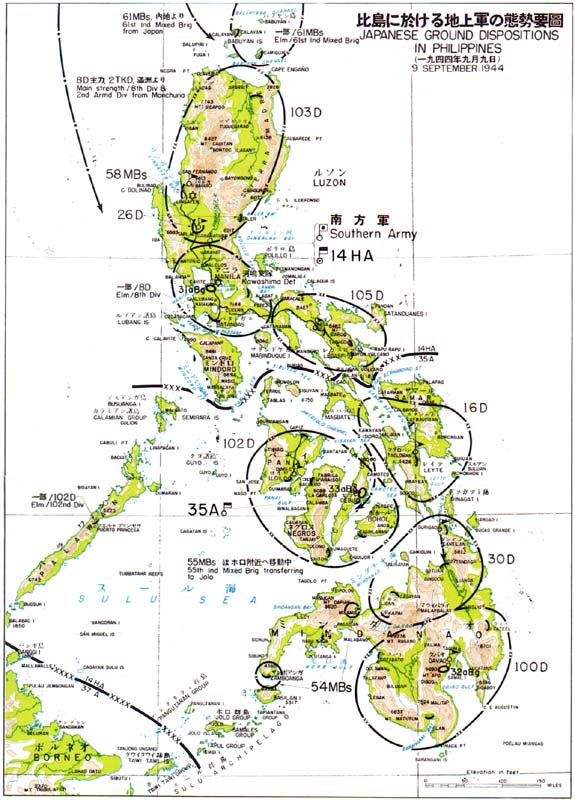
日本軍のフィリピンへの配置

- 第14方面軍(司令官：山下奉文大将　参謀長：武藤章中将)
  - 尚武集団（北部） 総兵力約15万2000名 山下奉文大将…第10師団、第19師団、第23師団、第103師団（独立歩兵8個大隊基幹）、第105師団（独立歩兵8個大隊基幹）、戦車第2師団、独立混成第58旅団、独立混成第61旅団（パブヤン海方面）、第4航空軍地上部隊、その他兵站諸部隊
  - 振武集団（マニラ北東地区） 総兵力約10万5000名 横山静雄中将…第8師団、第105師団（尚武集団に転出）、マニラ防衛隊、その他海上支援兵力
  - 建武集団（マニラ北西地区） 総兵力約3万名 塚田理喜智中将…第1挺進集団、永吉支隊（第10師団歩兵第39連隊基幹）、その他陸海軍航空部隊

### 連合国軍
- 連合国軍南西太平洋地域総司令官：ダグラス・マッカーサー大将
  - 米第6軍（ルソン島） 軍司令官：ウォルター・クルーガー中将
    - 第1軍団
      - 第6師団（第1.20.63の3個歩兵連隊基幹）
      - 第43師団（第103.169.172の3個歩兵連隊基幹）

    - 第14軍団
      - 第37師団（第129.145.148の3個歩兵連隊基幹）
      - 第40師団（第108.160.185の3個歩兵連隊基幹）
      - 第25師団（第27.35.161の3個歩兵連隊基幹）
      - 第158連隊戦闘団
      - 第13装甲団
      - 第6レンジャー大隊　他[1]

  - 米第8軍（その他諸島） 軍司令官：ロバート・アイケルバーガー中将…計11個師団
  - 英豪連合軍・ブラメー大将
  - 連合国空軍・ジョージ・ケニー大将
  - 連合国海軍（第7艦隊主力）・トーマス・C・キンケイド中将

## 戦闘経過

### 連合軍の上陸

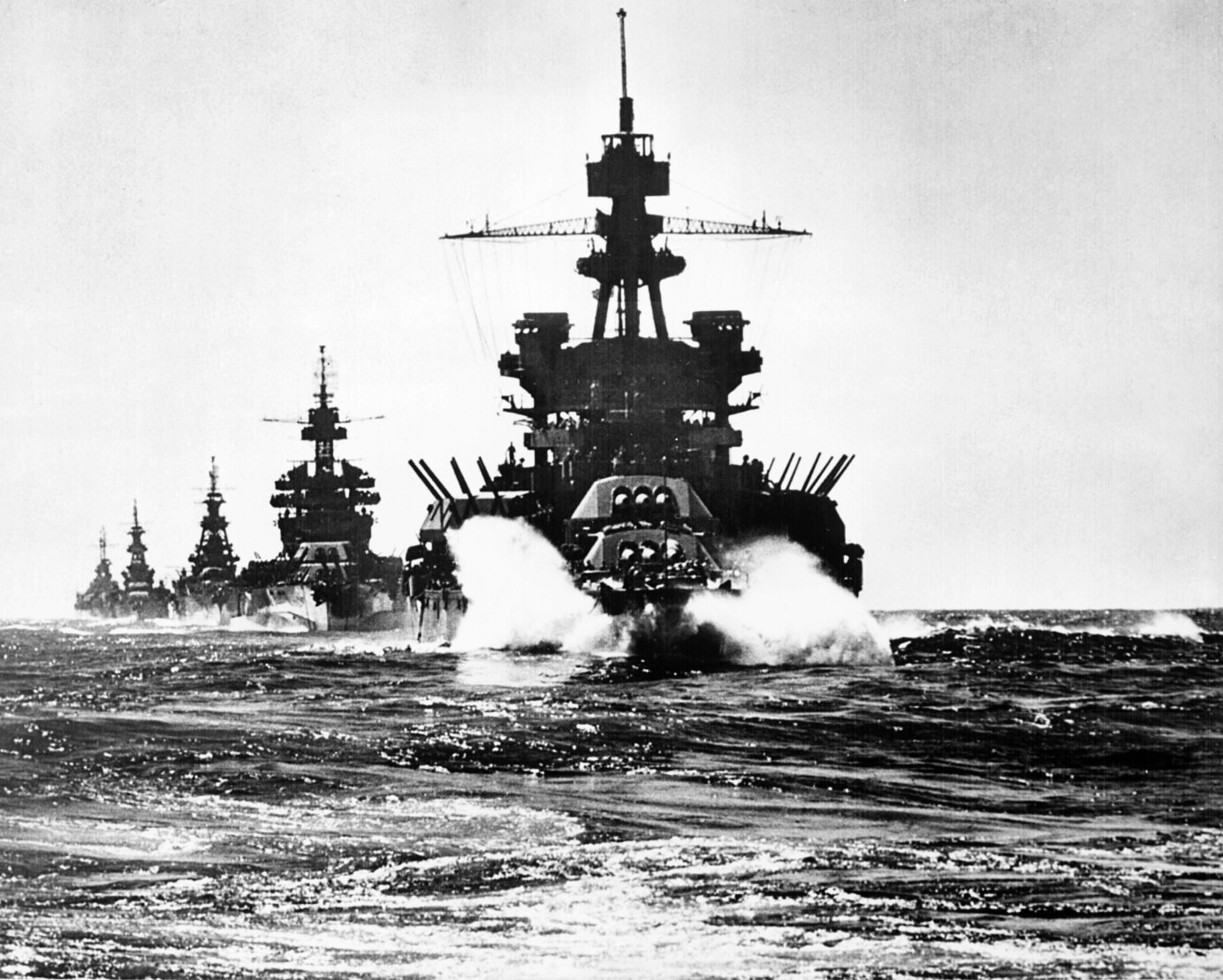
リンガエン湾に進入する戦艦ペンシルベニア以下の米第7艦隊

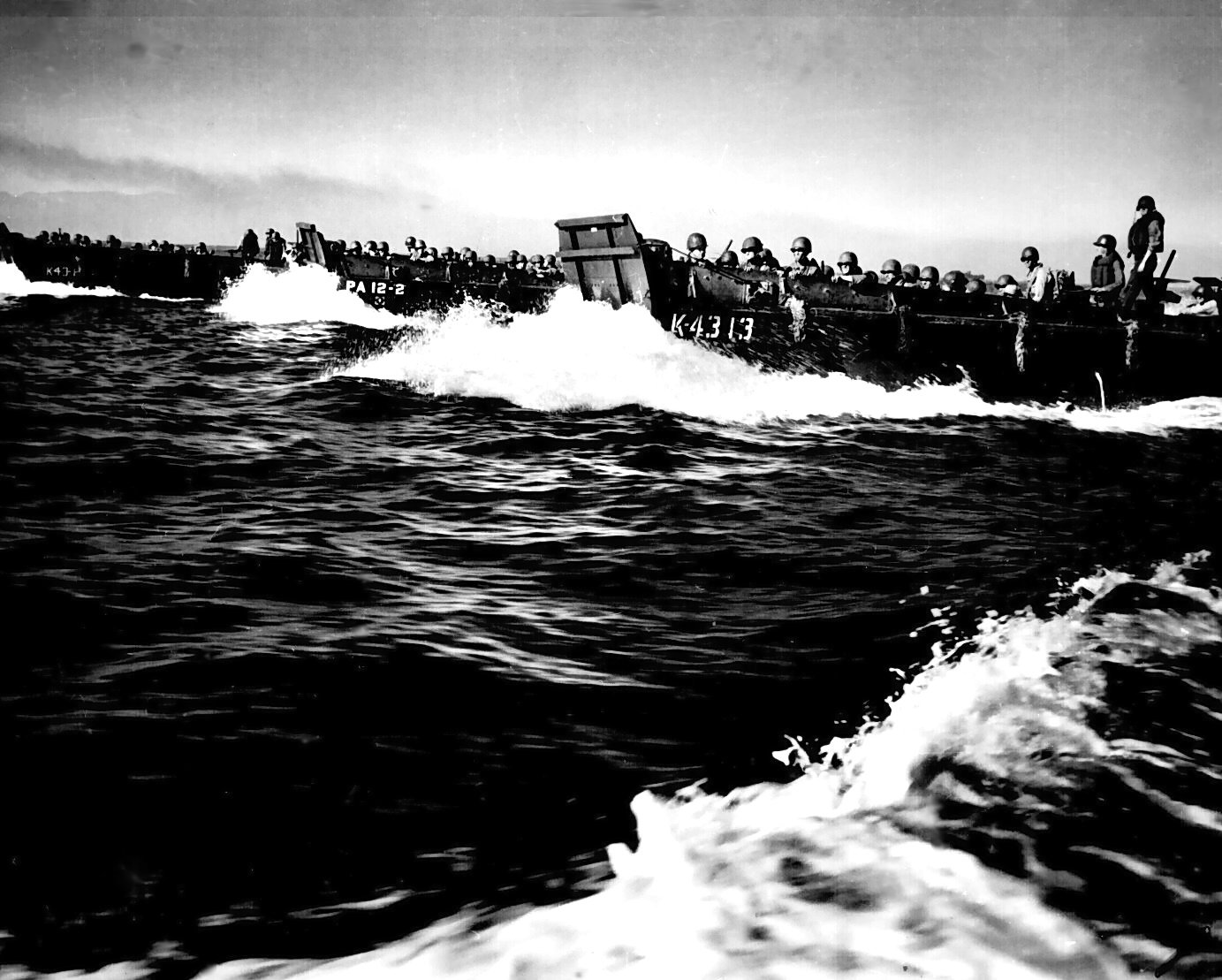
海岸へ向かう米軍第一波

1945年1月4日、アメリカ軍航空隊は、マニラ〜リンガエン湾間を対象とする爆撃を開始した。1月6日からはアメリカ海軍第7艦隊による艦砲射撃が開始され、3日間かけて日本軍の海岸陣地の大半を破壊した（リンガエン湾上陸、1月6日 - 1月9日）。1月9日の朝、アメリカ第6軍（5個師団基幹）所属の4個師団がリンガエン湾への上陸を開始した。ダグパン～ブエド川口間に麾下第1軍団第6師団、ブエド川口～アラカン間に第43師団が上陸して北上、右翼を構成する第14軍団（第37，40の2個師団）は15日までにカミリンに進出した。対する日本軍は内陸での迎撃を企図して海岸線での大規模な反撃は行わず、四式肉薄攻撃艇を装備した海上挺進第12戦隊が同夜に襲撃を行い、歩兵揚陸艇1隻を撃沈、駆逐艦2隻・戦車揚陸艦3隻・輸送船1隻を損傷させたが壊滅した他。
日本側は戦車第2師団を基幹とする「撃兵団」を急遽リンガエンに派遣（当初はクラーク方面へ移動していた）、第23師団と独立混成第58旅団、撃兵団の重見支隊（支隊長：重見伊三雄少将。戦車第3旅団基幹の戦車約60両他）が迎撃のために進出する。1月16日夜には第23師団及び独混第58旅団のそれぞれ1個大隊が重見支隊の支援を受けて夜襲をかけ、予想以上の戦果を出すなどの積極的な活動を見せていた。しかし下旬にもなると沿岸の第23師団の第一線陣地は分断・包囲され、北部担当の独混第58旅団や東部内陸の第10師団も次第に消耗していた。27日にはサンマヌエルで重見支隊が全滅し、重見少将も戦死した。
北上するアメリカ軍第1軍団は、ルパオやサンホセなどで戦車第2師団主力の迎撃を受け、激しい戦車戦が発生した。2月中旬までに日本軍戦車はほぼ全滅したが、この間に、北部の日本軍は山地へと物資を輸送し持久戦の態勢を構築することに成功していた。

#### カバナツアン捕虜収容所解放作戦
アメリカ軍は1945年1月30日にカバナツアン捕虜収容所を特殊部隊により解放した。

### クラーク地区の戦闘
他方、リンガエン湾南方では、連合軍の進撃は順調であった。日本側の建武集団が防衛に当たっていたが、主に飛行場関係の防空部隊や整備要員を再編成したもので十分な戦力がなかった。
建武集団長に1945年1月8日に着任した塚田理喜智中将（第1挺進集団長兼任）は、マニラ北西100kmのクラーク地区にある13の飛行場群を防衛して、連合軍による飛行場利用をできる限り遅滞させることを目標とした。そこで、飛行場西方の平地に第一線陣地、その西約3kmの山岳地帯に第二線陣地を敷いた。さらに、そこから西約3〜9kmにわたって全周防御の複郭陣地を多数設営した。建武集団は総兵力3万人であったが、その実態はクラーク地区の陸海軍航空部隊を集成した部隊で、第10航空地区司令部隷下の9個飛行場大隊をはじめとした60以上の陸軍部隊（約11000人）と、第26航空戦隊（杉本丑衛少将）をはじめとした海軍部隊（軍人約13500人、軍属約2500人）という雑多な編制であった。有力な戦闘部隊は、第1挺進集団隷下のグライダー空挺部隊である滑空歩兵第2連隊と、戦車第2師団所属の機動歩兵第2連隊の計3000人程度であった。このほか、バターン半島の永吉支隊が指揮下にあったが、実際には独立部隊として機能していた。
対する連合軍は1月20日頃からクラーク地区に進入し、25日にアメリカ軍第14軍団（第37・第40師団基幹）により猛攻撃を開始した。圧迫された建武集団は早くも29日に第二線陣地まで後退した。30日に、アメリカ軍はストッチェンバーグ飛行場に星条旗を掲揚し、クラーク飛行場群の制圧を宣言した。アメリカ軍主力部隊はそのままマニラを目指して南進を続けた。
その後も一部の連合軍は建武集団の山岳陣地へと攻撃を続けた。激しい空襲により、建武集団の陣地付近にある森林は焼け野原となった。日本軍が戦車の進入は不可能と見ていた地域にも、アメリカ軍はブルドーザーを使って軍道を建設して戦車を侵攻させた。最終防衛線の複郭陣地にも2月9日から攻撃が及んだ。4月1日に沖縄戦が始まったことを知った塚田中将らは、飛行場への総攻撃により玉砕するか、あるいは分散してのゲリラ戦に移るか検討した末、4月5日に集団を解散してのゲリラ戦を決断した。この時点で建武集団としての統制下に残っていた兵力は陸軍1200人、海軍2400人にまで落ち込んでいた。4月17日頃から小部隊に分散して行動を開始し、組織的戦闘力はほぼ完全に失われた。海軍部隊指揮官の杉本少将は6月に戦死した。この間、連合軍側は新たにアメリカ軍第11軍団が到着し、第14軍団と交替していた。

### マニラ攻防戦
詳細は「マニラの戦い (1945年)」および「マニラ大虐殺」を参照
アメリカ軍はフィリピンの首都マニラの奪還を重視した。リンガエン湾から南下した2個師団のほか、1月30日には第8軍所属の第11軍団がバターン半島の付け根付近スービック湾に位置するサンアントニオから上陸し、翌31日にはマニラ南西ナスグブにもアメリカ軍第24軍所属の第11空挺師団が上陸、さらに2月3日には第511空挺連隊がパラシュート降下して、いずれもマニラに向かって進撃を開始した。対する日本軍はマニラを含む南部一帯は振武集団の担当地区とし、マニラ市街地と周辺には陸戦隊であるマニラ海軍防衛隊（「マ海防」司令官：岩淵三次海軍少将）と指揮下の陸軍野口部隊などが布陣していた。また、バターン半島には建武集団の永吉支隊が配置されていた。
アメリカ軍がマニラに突入したのは2月3日のことである。約1ヶ月間の激しい市街戦が行われた。日本軍は振武集団本隊の6個大隊をもって総攻撃に出て、支援を試みたが撃退された。野口大佐は25日に戦死、岩淵少将は2月26日に自決、3月3日にマニラは連合軍が制圧するところとなった。この市街戦による日本軍側の死者は約12000人、連合軍側の損害は戦死約1000人、戦傷約5500人（リンガエン湾上陸以来の累計では死傷約25000人）に達したほか、10万人以上のマニラ市民が犠牲になり、市街地中心部は廃墟と化した。第14方面軍は元々、マニラを戦場にせず無防備都市として開放するという方針であったが、海軍が頑強に市街戦にこだわったのと、大本営もマニラ放棄を認めなかったため起こった悲劇であった。
バターン半島およびコレヒドール島でも戦闘が行われた。バターン半島の永吉支隊（支隊長：永吉大佐、歩兵第39連隊の2個大隊基幹の3500人）は、1月30日に上陸した米第38歩兵師団と第24歩兵師団の1個連隊基幹からの猛攻を受けた。コレヒドール島要塞では振武集団指揮下のマニラ湾口防衛隊（司令官：板垣昂海軍大佐、臨時歩兵1個大隊など陸軍1500人と海軍兵3000人）が防衛にあたっていたが、1月22日より米軍の猛烈な艦砲射撃と空襲、さらには対岸からの砲撃を受け始めた。コレヒドール島守備隊は2月15日に特攻艇震洋36隻を出撃させたが、戦果は上陸支援艇3隻にとどまった。2月16日に米第24歩兵師団の一部により上陸が開始され、第503空挺連隊もパラシュート降下した。日本軍は要塞のトンネルを駆使して夜襲による抵抗をしたが、17日に板垣大佐が戦死するなど指揮系統が破壊され、20日以降は大規模な反撃はできなくなった。3月に入ると遂に島を脱出せざるをえなくなり、残存兵力約300名のみが永吉支隊へと合流した。マニラ湾内の他の島にも連合軍が上陸し、地下施設に石油を流して点火するなどの攻撃で日本軍を制圧した。3月頃の日本軍残存兵力は永吉支隊とコレヒドール支隊の合計で1500名であり、9月上旬に建武集団本隊とともに投降した時には僅かに約280名だった。これらのバターン戦における損害は、日本側が戦死4497名で、連合軍側が戦死228名と戦傷727名であった。なお、コレヒドール島には終戦後も日本兵が潜んでおり、1946年1月に18名が収容された。
バターン地区の日本軍がおおむね制圧されたことにより、マニラ港は連合軍側の重要な兵站拠点として使用開始された。

### 南部の戦闘

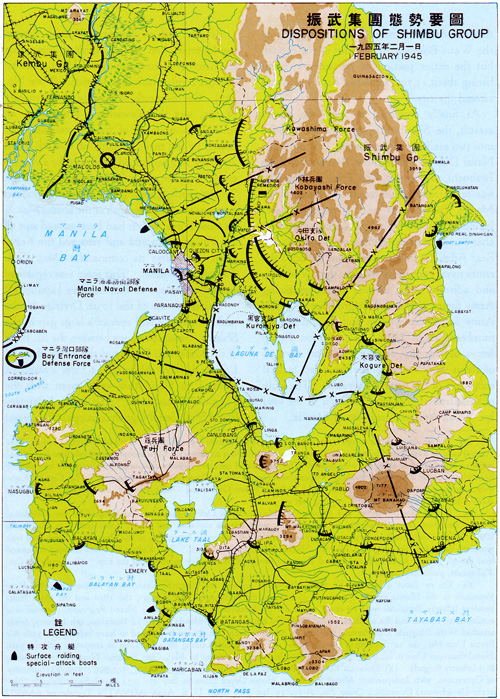
振武集団の作戦行動図

ルソン島南部の振武集団は、マニラ陥落後、東方の山地から南部沿岸に展開し持久戦を行った。この時点での兵力は10万人を超えていたが、船舶部隊や海軍部隊を多数含むうえ、隷下2個師団のうち第105師団を北部に転進させたため、実力は第8師団を中核とした1個歩兵師団強の戦力であった。
マニラ市街戦も終盤の2月23日、アメリカ軍第6師団、第43師団と1個連隊が、振武集団の第一線陣地に対する包囲攻撃を開始した。アメリカ軍は、猛砲撃の後に戦車を中心にして包囲を強めていった。対する日本軍は3月中旬頃から第二次総攻撃を行って反撃し、これによりアメリカ軍第6師団長に重傷を負わせ、第1連隊長を戦死させるなどの戦果を挙げた。しかし、結局3月下旬頃になると日本軍は第一線陣地の放棄を余儀なくされ、第二線陣地へと退却した。4月になると、アメリカ軍は3個師団を投入して最終的な包囲攻撃に移った。日本側の振武集団は北方の主力群のほか、バタンガスの藤兵団（歩兵第17連隊基幹）、ビコール半島駐留の後方部隊であるビコール支隊の3つに分断されてしまい、苦戦を強いられることとなった。うち藤兵団は、第105師団の北部移転を秘匿する目的の陽動部隊で、1個連隊基幹の小部隊であるが師団以上に見せかけるために「兵団」と称していた。
主力部隊と藤兵団はそれぞれの第二線陣地に篭り、米軍と激しい攻防戦を行っていたが、そこからも撤退せざるをえなくなった。6月ごろには集団としての組織的戦闘が不可能な状態に陥り、小部隊に分散して高山地帯での持久戦へと移行した。主力部隊を率いる横山中将は9月に入って終戦を知り、9月8日に降伏文書へ署名した。
一方ビコール支隊は4月1日より夜戦を中心として戦ったが、4月末までには相当の被害を受けた。その後も通信機の不調から終戦を知らないまま戦闘を続け、11月に入って通信が回復するまでゲリラと交戦していた。11月20日に米軍の管理下へ入ったが、そのときは兵力2400名が700名にまで減っていた。
振武集団全体では初期兵力約10万5000名のうち戦死6万名、マラリアや飢餓などによる戦病死15000名、行方不明13000名、捕虜1600名の損害を終戦までに受けた。終戦直後に米軍施設に収容された者は約13000名で、このほか終戦後も連合軍やゲリラと戦っていたとみられる者がビコール支隊などの2500名であった。

### 北部の戦闘

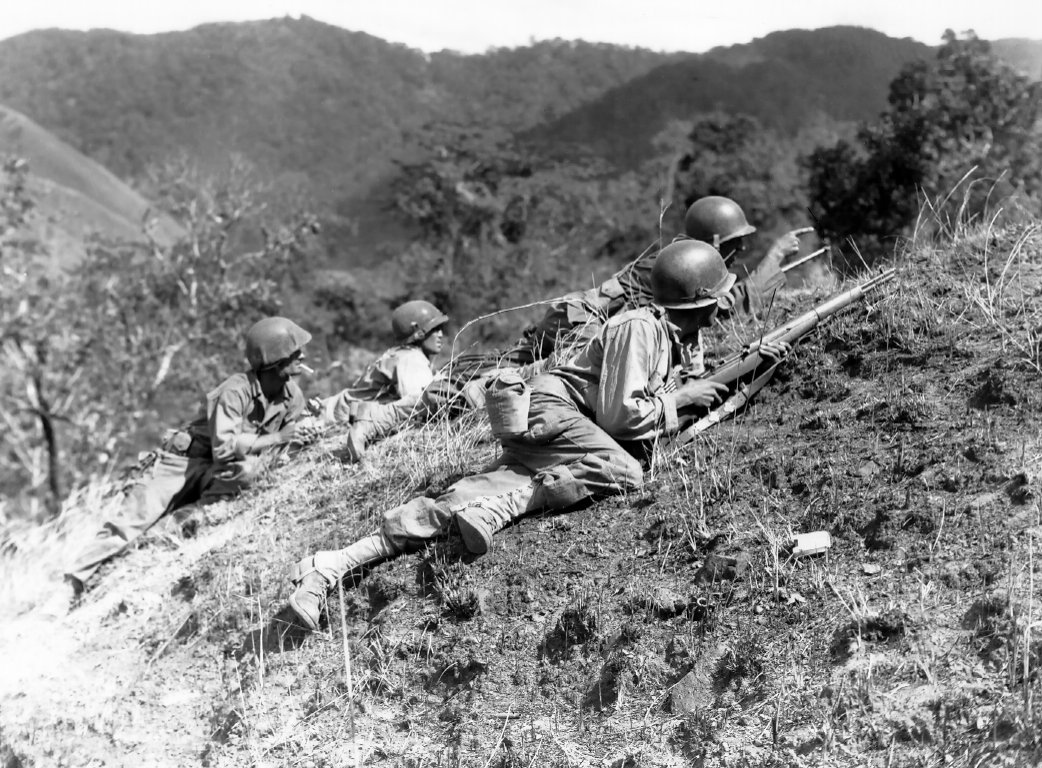
バレテ峠を匍匐前進する米軍歩兵

日本軍主力の尚武集団は、方面軍司令部のあるバギオを中心に北部山地で防衛戦を展開した。沿岸部での戦闘から後退した戦車第2師団・第23師団・独混第58旅団のほか、第10師団・第19師団・第103師団・第105師団（振武集団から抽出）・独混第61旅団などを有し、総兵力は約15万人であった。このうち第103師団は北岸のアパリと北東部のツゲガラオ、独混第61旅団は台湾との間のバブヤン諸島に配置されたほか、第19師団は北部山中でゲリラ掃討戦を実施中、1個連隊が北西岸のビガン〜ラオアグに展開し、残りの諸部隊が北上するアメリカ軍を迎撃することになった。尚武集団は、穀倉地帯であるカガヤン渓谷をバギオと並んで重視していたため、南部のサンホセからサンタフェ経由カガヤン渓谷へ続く5号国道のバレテ峠が焦点となった。
2月下旬、アメリカ軍第1軍団は山岳地帯へ進入した。バギオに対してはアメリカ軍第33師団が国道11号などから北進し、日本軍の第23師団と独混第58旅団と激突した。キャンプ3地点で日本軍に阻止され、国道11号からの突破に失敗したアメリカ軍は、西海岸からバギオへ続くいくつかの道から迂回攻撃を試みた。これも日本軍に次々と阻止されたが、最終的に新手の第37師団がナギリアンを通る国道9号からの迂回突破に成功し、4月には北西からバギオに迫った。4月16日には、山下大将は、ホセ・ラウレル大統領らを日本本土へ脱出させた。日本軍はイリサン付近で戦車による特攻作戦など最後の抵抗を試みたが突破され、4月26日にバギオは陥落した。第14方面軍司令部はカガヤン渓谷へ転進した。
一方、カガヤン渓谷方面では、アメリカ軍第25師団が国道5号伝いに進み、3月上旬にバレテ峠で第10師団と戦闘状態に入っていた。また、その西方ではアメリカ軍第32師団が、国道277号線が国道5号へ合流するサンタフェ手前のサラクサク峠で、戦車第2師団（歩兵部隊に再編）と戦闘状態に入った。日本軍は、南部から転進してきた第105師団のほか兵站部隊までもバレテ峠・サラクサク峠前線へ投入した。一歩一歩執拗な浸透作戦を繰り返す米軍に対し日本軍は山岳地帯の峠等で地形を利用した頑強な防衛戦を展開した。アメリカ軍は野砲を撃ちこむものの慎重に突撃は控え、サラクサク第二峠を4月上旬、同第一峠を5月8日、5月中旬にようやくバレテ峠を落とし、さらに進んでサンタフェを占領した。それまでにバレテ峠の戦いを担った第25師団は戦死685人と戦傷2090人、サラクサク峠の戦を担った第32師団は戦死825人と戦傷2160人を受け、さらに、病気等が主と思われるその他の原因による第32師団の後送者は6000人となる大損害を生じていた。他方、日本軍もサラクサク峠方面のルートの戦死だけでも5750名という膨大な人的損害を受け、重火器や機関銃の大半を喪失した。5月下旬の戦車第2師団の保有重火器は、戦車12両と火砲7門のみであった。6月1日に、日本軍残存部隊は退却に移った。
ルソン島北端のアパリにも6月23日に連合軍が空挺降下し、カガヤン渓谷防衛のため南進中の日本軍第103師団を撃破した。
南北から挟撃を受けた尚武集団は山中へと追い詰められていった。バギオ方面から撤退した第23師団などと、バレテ方面から撤退した第10師団などは、合流して複郭陣地で最後の抵抗を試みていたが、すでに実働兵力は約20％に低下していた。

### 末期の戦闘状況
大半がジャングルのルソン島の日本軍は、食糧の補給は完全に途絶えて餓死者が続出し、マラリアや赤痢にかかる者が続出した。部隊としての統制は乱れ、小部隊ごとに山中に散開して生活していた。降伏は固く禁じられていたため、伝染病にかかった者はそのまま死ぬか自決し、衰弱した日本兵は抗日ゲリラや現地民族に襲撃され消耗していった。米軍の援助を受けたゲリラには一般の日本兵よりも装備の良かった者も多かったという。道の至る所に日本兵や民間人の死体が転がって腐敗により体が膨らみ、臭気を放って蛆虫の巣窟となっていた。手榴弾で自決した日本兵の体の一部分は無残に吹き飛んでいた。飢えた兵士は食糧を求めて村や現地人を襲ったり、日本兵同士で食糧をめぐって殺し合いをしたり、死んだ日本兵を食べたりするなど、戦争どころではなくなった。兵士の間で台湾までたどり着けば助かると信じられていたために、筏を作ったり泳いで台湾まで行こうとするものまでいた。
終戦の4日後、8月19日に山下大将は停戦命令を受容した。しかし分散した各部隊への連絡は困難で、半年かけてようやく全軍が降伏した。降伏までに日本軍は20万人が戦死あるいは戦病死した。バレテ峠やサラクサク峠の戦いの後は、そのほとんどがマラリア・赤痢などの病死、餓死、ゲリラ等の抵抗勢力の襲撃によるものとされ、アメリカ軍はほとんど最後に顔を出したような状態で、アメリカ軍にとっても訳の分からないような状態でこれだけの大勢力がいつの間にか消え去った。残存兵はアメリカ軍に収容されたが、力尽きて輸送船の甲板への梯子が登れず死ぬ者までいたという。

## 両軍の損害
- 日本軍
  - 尚武集団：戦死9万7000人
  - 振武集団：戦死9万2000人
  - 建武集団：戦死2万8000人
- アメリカ軍
  - 第6軍：戦死8310人、戦傷2万9560人
  - 第8軍：